# Tràm gió
Melaleuca quinquenervia là một loài thực vật có hoa trong Họ Đào kim nương. Loài này được (Cav.) S.T.Blake mô tả khoa học đầu tiên năm 1958.

## Đặc điểm
Tràm gió thuộc cây gỗ nhỏ cao đến 7m, vỏ cây màu bạc có nhiều mảng mỏng trắng xốp; nhánh nhỏ hơi rủ xuống. Lá có phiến thon dạng lá Tre hoặc dạng lá rộng, dài 7–8 cm, rộng 2 cm, không lông, gân phụ 3-7. Bông trắng ở ngọn cây dài 3–7 cm, đầu cuối tiếp tục mang lá; đài và tràng nhỏ, nhị nhiều, trắng, dài 10-12mm. Quả nang nhỏ nằm trong đài.
Cây tràm gió có thể cao đến 35m. Vỏ cây màu xám, nâu, hoặc trắng tạo thành nhiều lớp. Ban đầu vỏ bóng mượt, sau đó cứng và tạo thành nhiều lớp sần sùi khi trưởng thành.
Lá cây xếp xen kẽ, lá dài từ 40–140 mm, rộng 7,5–60 mm và thon dần ở cả hai đầu. Hoa có màu trắng, màu kem hoặc màu xanh lục vàng, hoa thường nở ở cuối cành cây và phát triển ra phía sau. Hoa mọc thành từng cụm dài hình trụ có 8 đến 20 chùm hoa, mỗi chùm có ba hoa. Thời điểm ra hoa tùy theo mỗi loại khác nhau.
Quả hình hình tròn mọc dọc theo cành cây, mỗi quả có đường kính 2-2,8 mm.

## Hình ảnh

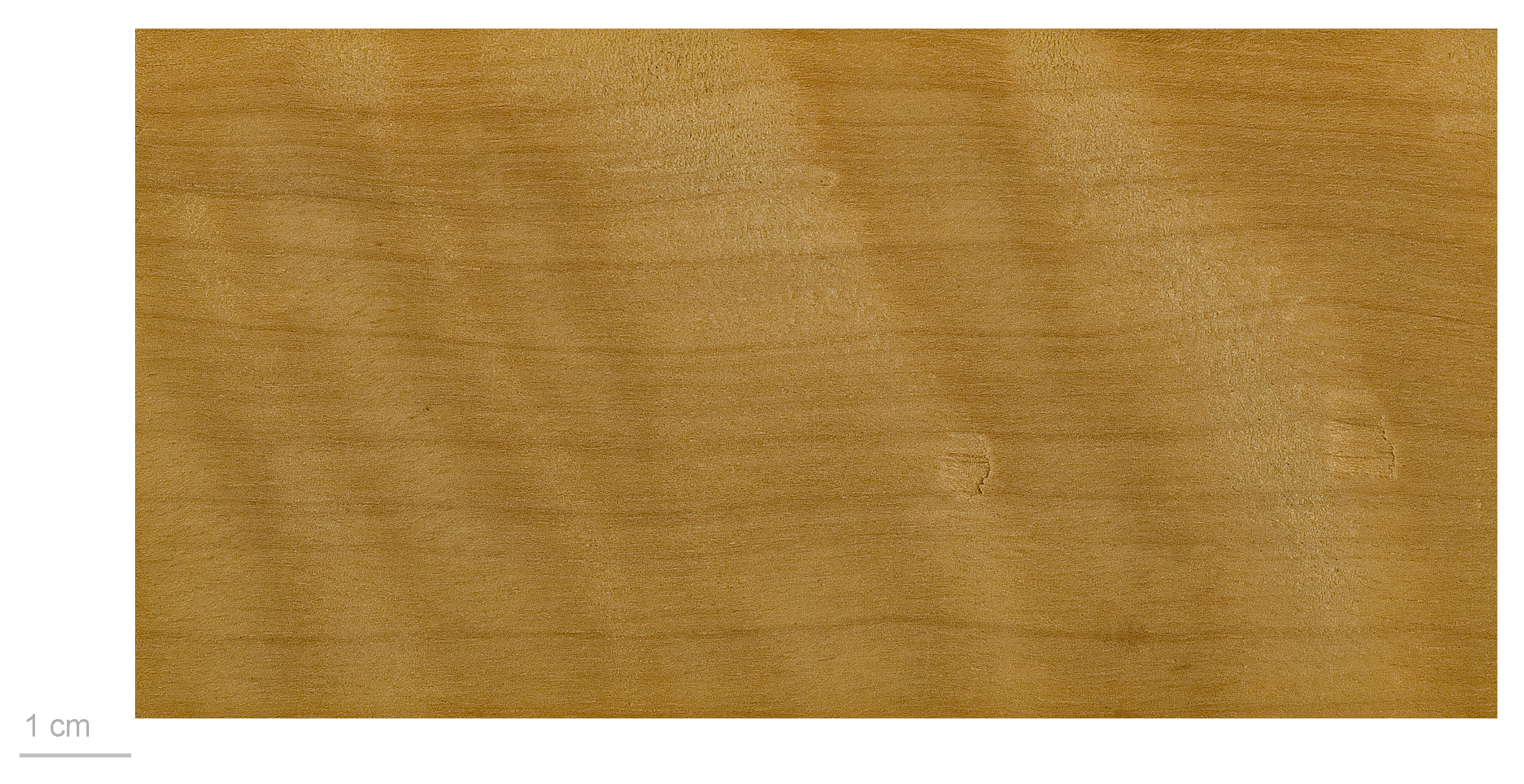
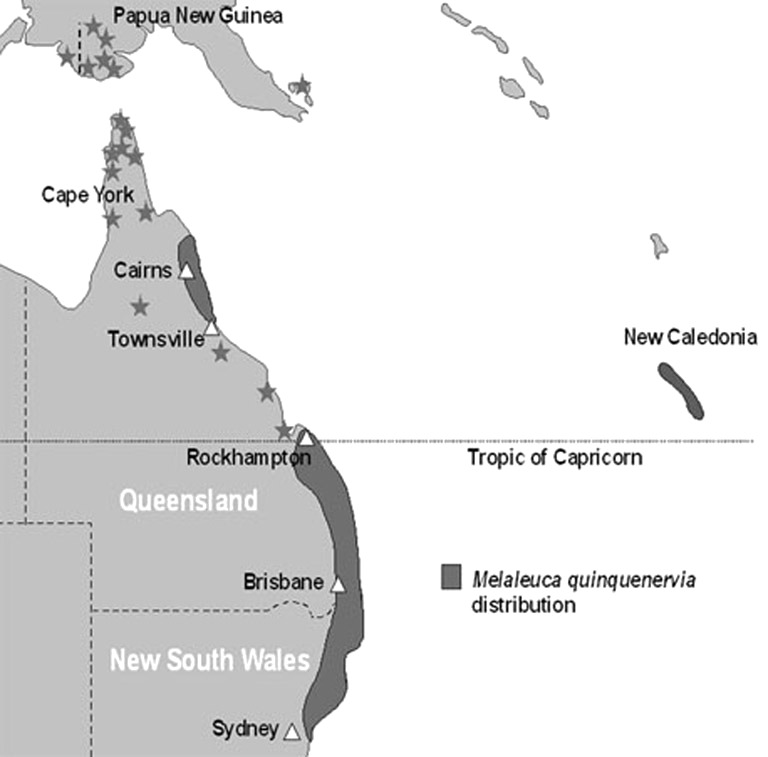
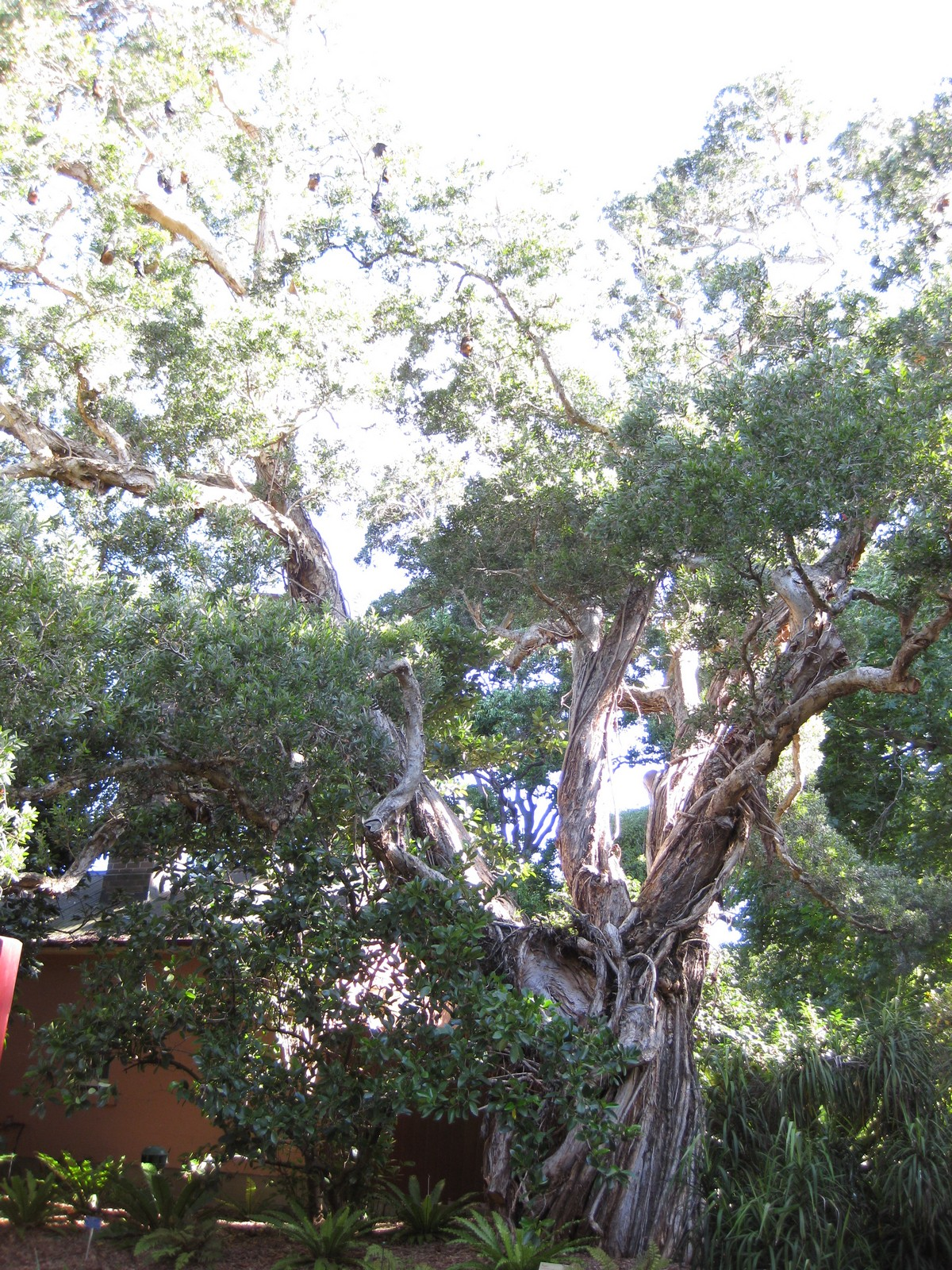
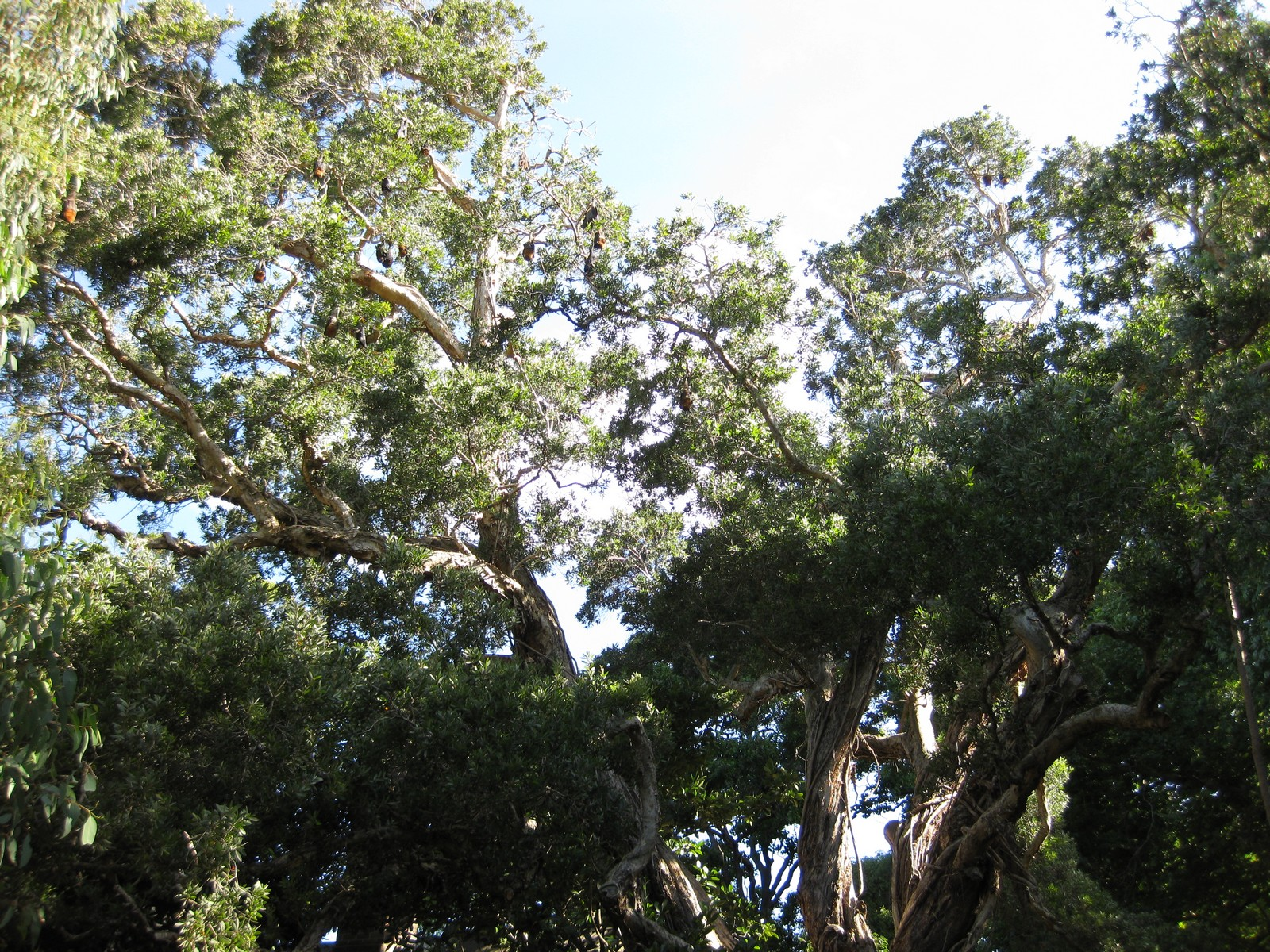